# Ceratophygadeuon parvicaudator
Ceratophygadeuon parvicaudator là một loài tò vò trong họ Ichneumonidae.